# Grand Prix Formule 1 van Italië 2018
De Grand Prix Formule 1 van Italië 2018 werd gehouden op 2 september op het Autodromo Nazionale Monza. Het was de veertiende race van het kampioenschap.

## Vrije trainingen

### Uitslagen
- Er wordt enkel de top-5 weergegeven.

| Vrije training 1 | Pos | No | Coureur          | Constructeur         | Tijd     |
| ---------------- | --- | -- | ---------------- | -------------------- | -------- |
| Vrije training 1 | 1   | 11 | Sergio Pérez     | Force India-Mercedes | 1:34.000 |
| Vrije training 1 | 2   | 7  | Kimi Räikkönen   | Ferrari              | 1:34.550 |
| Vrije training 1 | 3   | 31 | Esteban Ocon     | Force India-Mercedes | 1:34.593 |
| Vrije training 1 | 4   | 28 | Brendon Hartley  | Toro Rosso-Honda     | 1:35.024 |
| Vrije training 1 | 5   | 3  | Daniel Ricciardo | Red Bull-TAG Heuer   | 1:35.207 |
| Vrije training 2 | Pos | No | Coureur          | Constructeur         | Tijd     |
| Vrije training 2 | 1   | 5  | Sebastian Vettel | Ferrari              | 1:21.105 |
| Vrije training 2 | 2   | 7  | Kimi Räikkönen   | Ferrari              | 1:21.375 |
| Vrije training 2 | 3   | 44 | Lewis Hamilton   | Mercedes             | 1:21.392 |
| Vrije training 2 | 4   | 77 | Valtteri Bottas  | Mercedes             | 1:21.803 |
| Vrije training 2 | 5   | 33 | Max Verstappen   | Red Bull-TAG Heuer   | 1:22.154 |
| Vrije training 3 | Pos | No | Coureur          | Constructeur         | Tijd     |
| Vrije training 3 | 1   | 5  | Sebastian Vettel | Ferrari              | 1:20.509 |
| Vrije training 3 | 2   | 44 | Lewis Hamilton   | Mercedes             | 1:20.590 |
| Vrije training 3 | 3   | 7  | Kimi Räikkönen   | Ferrari              | 1:20.682 |
| Vrije training 3 | 4   | 77 | Valtteri Bottas  | Mercedes             | 1:21.112 |
| Vrije training 3 | 5   | 33 | Max Verstappen   | Red Bull-TAG Heuer   | 1:21.388 |

Testcoureurs in vrije training 1:
 Lando Norris (McLaren-Renault)

## Kwalificatie
Kimi Räikkönen behaalde voor Ferrari zijn eerste pole position van het seizoen door teamgenoot Sebastian Vettel te verslaan. Mercedes-coureurs Lewis Hamilton en Valtteri Bottas kwalificeerden zich als derde en vierde, terwijl Red Bull-rijder Max Verstappen de vijfde tijd neerzette. Haas-coureur Romain Grosjean kwalificeerde zich als zesde, voor Renault-coureur Carlos Sainz jr. en Force India-rijder Esteban Ocon. De top 10 werd afgesloten door Toro Rosso-coureur Pierre Gasly en Lance Stroll, die de eerste top 10-start van het seizoen voor Williams behaalde.
Sauber-coureur Marcus Ericsson moest een compleet nieuw chassis gebruiken voor de kwalificatie nadat hij een zware crash had in de tweede vrije training, veroorzaakt door het niet dichtklappen van de DRS. Ook kreeg hij een nieuwe motor, waardoor hij tien plaatsen straf kreeg voor de start van de race.
In de vorige race in België vond in de eerste bocht van de race een crash plaats waarbij vijf coureurs betrokken waren. Renault-coureur Nico Hülkenberg kreeg voor zijn aandeel in deze crash een straf van tien startplaatsen voor de race in Monza. Later ontving Hülkenberg ook een straf omdat hij zijn motor wisselde, waarmee hij over het maximaal aantal toegestane motoren per seizoen ging en daarom achteraan moest starten. Ook Red Bull-coureur Daniel Ricciardo kreeg deze straf.

### Kwalificatie-uitslag
| Pos                 | No | Coureur           | Constructeur         | Q1       | Q2        | Q3       | Grid |
| ------------------- | -- | ----------------- | -------------------- | -------- | --------- | -------- | ---- |
| 1                   | 7  | Kimi Räikkönen    | Ferrari              | 1:20.722 | 1:19.846  | 1:19.119 | 1    |
| 2                   | 5  | Sebastian Vettel  | Ferrari              | 1:20.542 | 1:19.629  | 1:19.280 | 2    |
| 3                   | 44 | Lewis Hamilton    | Mercedes             | 1:20.810 | 1:19.798  | 1:19.294 | 3    |
| 4                   | 77 | Valtteri Bottas   | Mercedes             | 1:21.381 | 1:20.427  | 1:19.656 | 4    |
| 5                   | 33 | Max Verstappen    | Red Bull-TAG Heuer   | 1:21.381 | 1:20.333  | 1:20.615 | 5    |
| 6                   | 8  | Romain Grosjean   | Haas-Ferrari         | 1:21.887 | 1:21.239  | 1:20.936 | 6    |
| 7                   | 55 | Carlos Sainz jr.  | Renault              | 1:21.732 | 1:21.552  | 1:21.041 | 7    |
| 8                   | 31 | Esteban Ocon      | Force India-Mercedes | 1:21.570 | 1:21.315  | 1:21.099 | 8    |
| 9                   | 10 | Pierre Gasly      | Toro Rosso-Honda     | 1:21.834 | 1:21.667  | 1:21.350 | 9    |
| 10                  | 18 | Lance Stroll      | Williams-Mercedes    | 1:21.838 | 1:21.494  | 1:21.627 | 10   |
| 11                  | 20 | Kevin Magnussen   | Haas-Ferrari         | 1:21.783 | 1:21.669  |          | 11   |
| 12                  | 35 | Sergej Sirotkin   | Williams-Mercedes    | 1:21.813 | 1:21.732  |          | 12   |
| 13                  | 14 | Fernando Alonso   | McLaren-Renault      | 1:21.850 | 1:22.568  |          | 13   |
| 14                  | 27 | Nico Hülkenberg   | Renault              | 1:21.801 | geen tijd |          | 20   |
| 15                  | 3  | Daniel Ricciardo  | Red Bull-TAG Heuer   | 1:21.280 | geen tijd |          | 19   |
| 16                  | 11 | Sergio Pérez      | Force India-Mercedes | 1:21.888 |           |          | 14   |
| 17                  | 16 | Charles Leclerc   | Sauber-Ferrari       | 1:21.889 |           |          | 15   |
| 18                  | 28 | Brendon Hartley   | Toro Rosso-Honda     | 1:21.934 |           |          | 16   |
| 19                  | 9  | Marcus Ericsson   | Sauber-Ferrari       | 1:22.048 |           |          | 18   |
| 20                  | 2  | Stoffel Vandoorne | McLaren-Renault      | 1:22.085 |           |          | 17   |
| 107% tijd: 1:26.179 |    |                   |                      |          |           |          |      |

## Wedstrijd
De race werd gewonnen door Lewis Hamilton, die zijn zesde overwinning van het seizoen behaalde. Kimi Räikkönen werd tweede, nadat hij acht ronden voor het eind van de race werd ingehaald door Hamilton. Max Verstappen finishte als derde, maar na een tijdstraf van vijf seconden als gevolg van een botsing met Valtteri Bottas, werd hij als vijfde geklasseerd. Door de tijdstraf van Verstappen eindigde Bottas als derde en Vettel als vierde. Vettel, die in de eerste ronde spinde na een botsing met Hamilton, reed na een inhaalrace uiteindelijk dus naar de vierde plaats. Romain Grosjean ging als zesde over de finishlijn, voor de Force India-rijders Esteban Ocon en Sergio Pérez. Carlos Sainz jr. en Lance Stroll maakten de top 10 compleet.
Na afloop van de race werd Romain Grosjean gediskwalificeerd omdat de vloer van zijn auto niet aan de reglementen voldeed. Alle coureurs die achter hem eindigden, schoven zodoende een plaats op in de einduitslag. Sergej Sirotkin behaalde hierdoor zijn enige punt in de Formule 1.

### Race-uitslag
| Pos. | No. | Coureur           | Constructeur         | Rondes | Tijd/Oorzaak uitval | Grid | Punten |
| ---- | --- | ----------------- | -------------------- | ------ | ------------------- | ---- | ------ |
| 1    | 44  | Lewis Hamilton    | Mercedes             | 53     | 1:16:54.484         | 3    | 25     |
| 2    | 7   | Kimi Räikkönen    | Ferrari              | 53     | +8.705              | 1    | 18     |
| 3    | 77  | Valtteri Bottas   | Mercedes             | 53     | +14.066             | 4    | 15     |
| 4    | 5   | Sebastian Vettel  | Ferrari              | 53     | +16.151             | 2    | 12     |
| 5    | 33  | Max Verstappen    | Red Bull-TAG Heuer   | 53     | +18.208             | 5    | 10     |
| 6    | 31  | Esteban Ocon      | Force India-Mercedes | 53     | +57.761             | 8    | 8      |
| 7    | 11  | Sergio Pérez      | Force India-Mercedes | 53     | +58.678             | 14   | 6      |
| 8    | 55  | Carlos Sainz jr.  | Renault              | 53     | +1:18.140           | 7    | 4      |
| 9    | 18  | Lance Stroll      | Williams-Mercedes    | 52     | +1 ronde            | 10   | 2      |
| 10   | 35  | Sergej Sirotkin   | Williams-Mercedes    | 52     | +1 ronde            | 12   | 1      |
| 11   | 16  | Charles Leclerc   | Sauber-Ferrari       | 52     | +1 ronde            | 15   |        |
| 12   | 2   | Stoffel Vandoorne | McLaren-Renault      | 52     | +1 ronde            | 17   |        |
| 13   | 27  | Nico Hülkenberg   | Renault              | 52     | +1 ronde            | 20   |        |
| 14   | 10  | Pierre Gasly      | Toro Rosso-Honda     | 52     | +1 ronde            | 9    |        |
| 15   | 9   | Marcus Ericsson   | Sauber-Ferrari       | 52     | +1 ronde            | 18   |        |
| 16   | 20  | Kevin Magnussen   | Haas-Ferrari         | 52     | +1 ronde            | 11   |        |
| DNF  | 3   | Daniel Ricciardo  | Red Bull-TAG Heuer   | 23     | Koppeling           | 19   |        |
| DNF  | 14  | Fernando Alonso   | McLaren-Renault      | 9      | Motor               | 13   |        |
| DNF  | 28  | Brendon Hartley   | Toro Rosso-Honda     | 0      | Botsing             | 16   |        |
| DSQ  | 8   | Romain Grosjean   | Haas-Ferrari         | 53     | Gediskwalificeerd   | 6    |        |

## Tussenstanden wereldkampioenschap
Betreft tussenstanden voor het wereldkampioenschap na afloop van de race.

### Coureurs
| Positie | No. | Rijder           | Team                 | Punten |
| ------- | --- | ---------------- | -------------------- | ------ |
| 01      | 44  | Lewis Hamilton   | Mercedes             | 256    |
| 02      | 5   | Sebastian Vettel | Ferrari              | 226    |
| 03      | 7   | Kimi Räikkönen   | Ferrari              | 164    |
| 04      | 77  | Valtteri Bottas  | Mercedes             | 159    |
| 05      | 33  | Max Verstappen   | Red Bull-TAG Heuer   | 130    |
| 06      | 3   | Daniel Ricciardo | Red Bull-TAG Heuer   | 118    |
| 07      | 27  | Nico Hülkenberg  | Renault              | 52     |
| 08      | 20  | Kevin Magnussen  | Haas-Ferrari         | 49     |
| 09      | 11  | Sergio Pérez     | Force India-Mercedes | 46     |
| 10      | 31  | Esteban Ocon     | Force India-Mercedes | 45     |

### Constructeurs
| Positie | Team                 | Punten |
| ------- | -------------------- | ------ |
| 01      | Mercedes             | 415    |
| 02      | Ferrari              | 390    |
| 03      | Red Bull-TAG Heuer   | 248    |
| 04      | Renault              | 86     |
| 05      | Haas-Ferrari         | 76     |
| 06      | McLaren-Renault      | 52     |
| 07      | Force India-Mercedes | 32     |
| 08      | Toro Rosso-Honda     | 30     |
| 09      | Sauber-Ferrari       | 19     |
| 10      | Williams-Mercedes    | 7      |